# Groene steenvliegen
De groene steenvliegen (Chloroperlidae) vormen een familie van de steenvliegen. Deze vliegende insecten zijn te vinden bij het water; de nimfen leven in stromend water, terwijl de volwassen dieren rondvliegen in de lucht.
Er bestaan meer dan 180 soorten in de familie. Ze verschijnen in groen en geel.

## Taxonomie
- Subfamilie: Chloroperlinae Okamoto 1912
  - Stam: Alloperlini Surdick 1985
    - Geslacht: Alloperla Banks, 1906
    - Geslacht: Bisancora Surdick, 1981
    - Geslacht: Sweltsa Ricker, 1943
    - Geslacht: Sasquaperla Stark & Baumann, 2001

  - Stam: Chloroperlini Okamoto 1912
    - Geslacht: Chloroperla Newman, 1836
    - Geslacht: Haploperla Navas, 1934
    - Geslacht: Isoptena Enderlein, 1909
    - Geslacht: Plesioperla Zwick, 1967
    - Geslacht: Plumiperla Surdick, 1985
    - Geslacht: Pontoperla Zwick, 1967
    - Geslacht: Rasvena Ricker, 1952
    - Geslacht: Siphonoperla Zwick, 1967
    - Geslacht: Triznaka Ricker, 1952
    - Geslacht: Xanthoperla Zwick, 1967

  - Stam: Suwalliini Surdick 1985
    - Geslacht: Suwallia Ricker, 1943
- Incertae sedis
- Geslacht: Alaskaperla Stewart & DeWalt, 1991
  - Subfamilie: Paraperlinae Ricker 1943
    - Geslacht: Kathroperla Banks, 1920
    - Geslacht: Paraperla Banks, 1906
    - Geslacht: Utaperla Ricker, 1952
- Incertae sedis
  - Geslacht: † Bestioperlisca Sinitshenkova, 1990
  - Geslacht: † Dipsoperla Sinitshenkova, 1987

## In Nederland waargenomen soorten
- Genus: Chloroperla
  - Chloroperla tripunctata
- Genus: Isoptena
  - Isoptena serricornis
- Genus: Siphonoperla
  - Siphonoperla torrentium
- Genus: Xanthoperla
  - Xanthoperla apicalis